# Miączyn
Miączyn è un comune rurale polacco del distretto di Zamość, nel voivodato di Lublino.
Ricopre una superficie di 155,91 km² e nel 2004 contava 6 308 abitanti.